# Розендейл (тауншип, Миннесота)
Розендейл (англ. Rosendale) — тауншип в округе Уотонуан, Миннесота, США. На 2000 год его население составило 357 человек.

## География
По данным Бюро переписи населения США площадь тауншипа составляет 99,6 км², из которых 99,0 км² занимает суша, а 0,6 км² — вода (0,57 %).

## Демография
По данным переписи населения 2000 года здесь находились 357 человек, 120 домохозяйств и 99 семей.  Плотность населения —  3,6 чел./км².  На территории тауншипа расположено 129 построек со средней плотностью 1,3 построек на один квадратный километр. Расовый состав населения: 97,48 % белых, 1,96 % азиатов и 0,56 % приходится на две или более других рас. Испанцы или латиноамериканцы любой расы составляли 0,84 % от популяции тауншипа.
Из 120 домохозяйств в 40,0 % воспитывались дети до 18 лет, в 80,0 % проживали супружеские пары, в 0,8 % проживали незамужние женщины и в 16,7 % домохозяйств проживали несемейные люди. 15,0 % домохозяйств состояли из одного человека, при том 9,2 % из — одиноких пожилых людей старше 65 лет. Средний размер домохозяйства — 2,98, а семьи — 3,31 человека.
28,6 % населения — младше 18 лет, 7,6 % — в возрасте от 18 до 24 лет, 26,9 % — от 25 до 44, 22,4 % — от 45 до 64, и 14,6 % — старше 65 лет. Средний возраст — 39 лет. На каждые 100 женщин приходилось 104,0 мужчин.  На каждые 100 женщин старше 18 приходилось 114,3 мужчин.
Средний годовой доход домохозяйства составлял 45 000 долларов, а средний годовой доход семьи —  48 750 долларов. Средний доход мужчин —  36 429  долларов, в то время как у женщин — 27 917. Доход на душу населения составил 18 004 доллара. За чертой бедности находились 2,0 % семей и 5,1 % всего населения тауншипа, из которых 9,6 % младше 18 лет.